# اندیس آنومالی نیگی کند
آنومالی نیگی کند یک اندیس فلزی است که در حوالی شهر سقز استان کردستان قرار دارد و مادهٔ معدنی موجود در آن، طلا است. سنگ میزبان این اندیس آمفیبولیت است و دیرینگی آن به دوران پرکامبرین می‌رسد.